# Esparver menut sud-americà
L'esparver menut sud-americà (Microspizias superciliosus; syn: Accipiter superciliosus) és una espècie d'ocell de la família dels accipítrids (Accipitridae). Habita boscos de la zona Neotropical, des de l'est de Nicaragua cap al sud fins a Panamà, i des de Colòmbia, oest i sud de Veneçuela i Guaiana, cap al sud, per l'oest dels Andes fins a l'oest de l'Equador i per l'est dels Andes a través de l'est de l'Equador, est del Perú, nord i est de Bolívia, i Brasil amazònic i oriental fins a l'est del Paraguai i nord-est de l'Argentina. El seu estat de conservació es considera de risc mínim.

## Taxonomia
Tradicionalment classificat en el gènere Accipiter, estudis fiologenètics recents han demostrat la necessitat d'ubicar-lo en un nou gènere, proposant-se la creació de Microspizias. El Congrés Ornitològic Internacional, en la seva llista mundial d'ocells (versió 12.2, juliol 2022) acceptà la creació d'aquest nou gènere i la transferència d'aquesta espècie. Tanmateix, en el Handook of the Birds of the World i la quarta versió de la BirdLife International Checklist of the birds of the world (Desembre 2019), aquest tàxon apareix classificat encara dins del gènere Accipiter.